# 乌杜尼斯·哈斯勒姆
乌杜尼斯·乔纳尔·哈斯勒姆（英語：Udonis Johneal Haslem，1980年6月9日—），出生于佛罗里达州迈阿密，美国职业篮球运动员，司职大前锋。

## 大学生涯
夏士林进入佛罗里达大学，主修社区服务管理学。在大学打了四年首发中锋位置，夏士林是佛罗里达大学Gators篮球队教练比利·多诺万招募来的球员，现NBA另一名球员麦克·米勒是他的大学同学。在他二年级的时候球队晋级到了最后的NCAA冠军争夺战。

## 选秀落选
从弗罗里达大学毕业后哈斯勒姆曾参加过2003年的NBA选秀，遗憾落选后去法国索恩河畔沙隆（法语：Chalon-sur-Saône）Pro A球队 Élan sportif chalonnais打了一年球。

## NBA生涯

### 2003-04年
2003-2004赛季，哈斯勒姆刚去热火队时，只能打布莱恩·格兰特的替补，接下来格兰特在那笔惊天大交易中去了湖人，哈斯勒姆便从替补席走了出来，和新队友奥尼尔搭档内线让他拿到场均近两双的成绩。哈斯勒姆用自己积极的场上态度和强悍的防守赢得了热火队的信任，哈斯勒姆在新秀球季場均7.3分,6.3籃板,0.7助攻。並且入選03-04赛季最佳新秀阵容第2阵。

### 2004-05年
随即在2005年8月与这个小个子篮板手签了一份5年3300万美元的合约。

### 2005-06年
2005–06賽季邁阿密熱火憑藉在休賽期的運作，引進了蓋瑞·裴頓、詹姆士·波西、安東·沃克和傑森·威廉斯，加上新任總教練萊利復出，最終以52勝30負位列東區第二位。熱火隊打進季後賽，第一輪以4-2打敗了芝加哥公牛，第二輪再下一城以4-1擊敗籃網，在東區決賽遇到活塞隊，再以4-2之姿擊垮活塞，在總決賽遇到小牛隊，小牛利用主場優勢連勝兩場，但萊利及時調整了熱火的狀態，在返回邁阿密後連扳3場。第六戰移師達拉斯，率領熱火95-92險勝小牛，進而以4-2的總比分翻盤問鼎總冠軍，成為少數在總決賽0-2之後驚險勝出的一隊，季後賽場均8.6分、7.4籃板、0.2助攻。

### 2006-07年
2006-2007赛表现稳定，共参加了79场常规赛。常规赛中场均出场32分钟，得到10.7分8.3个篮板，得分排名全队第四、篮板球第一。投篮命中率达49.2%。进入季后赛后，哈斯勒姆参加了热队全部4场比赛，场均得到7.5分5.3个篮板，比常规赛有明显下降，热火0比4被公牛横扫出局。

### 2009-10年
2009-2010赛季，哈斯勒姆作为替补打了78场比赛，场均出战27.9分钟，9.9分外加8.1篮板，投篮命中率49.4%，罚球76.2%。哈斯勒姆是这个赛季联盟的替补球员两双王，他一共得到了21次两双。此间他担任了球队队长。

### 2010-11年
2010年夏天，哈斯勒姆拒绝了达拉斯小牛和丹佛掘金开出的中产合同，以5年2000万美元续约热火。以東部第二的成績進入季後賽，季後賽中，熱火擊敗76人、塞爾提克、公牛，再度和小牛爭奪總冠軍。但這回，2度取得領先的熱火後來卻吞下3連敗，與總冠軍失之交臂。
賽後，哈斯勒姆對於負責看管的德克·諾威斯基給予非常高的評價。

### 2011-12年
2012年11月21日，在主场对阵密尔沃基雄鹿队的比赛中，在首节还剩2分36秒时，哈斯勒姆摘下职业生涯第4808个篮板，就此他超越莫宁，成为热火队史篮板王。在總決賽中，熱火隊先在客場遭雷霆逆轉輸掉第一戰。但第二戰他們在客場拿下勝利，第三到第五戰回到主場又拿下三連勝，以總比分4:1奪得總冠軍

### 2012-13年
熱火隊在本賽季創下了隊史最佳的單季66勝，也取得了每一輪季後賽的主場優勢。首輪對密爾瓦基公鹿隊，以平均14.75分的勝分直落四輕鬆淘汰對手，進入第二輪。
第二輪遇到芝加哥公牛隊，熱火在休息太久的情況下，首戰在主場以86-93落敗，但第二戰以115-78大勝37分，創下熱火隊史季後賽單場最多勝分，也是公牛隊史季後賽單場最多敗分。第四戰在公牛主場，熱火只讓對手得到65分，第三節只讓對手得到9分，雙十打破公牛隊史最低紀錄，最後熱火也取得四連勝以4比1晉級東區決賽。東區決賽中遇到印第安納溜馬隊，第一場比賽熱火就陷入了苦戰，但在占士最後讀秒階段上籃絕殺，拿下第一戰勝利，然而溜馬隊的內線優勢實在太大。兩隊一路纏鬥到第七場，差點使得熱火隊遭到淘汰。在總決賽中幫助熱火隊4：3擊敗聖安東尼奧馬刺隊衛冕總冠軍

### 2013-14年
邁阿密熱火連續四年進入總決賽，是繼27年前波士頓塞爾提克在1984-1987年後的第一支球隊。邁阿密熱火再次對上去年在總決賽碰頭的馬刺隊。最終由於巨頭的組織系統不敵團隊籃球的基礎，以1：4失利。
而此年，正是NBA季後賽新式賽制的第一年實行，主客場順序改為2,2,1,1,1；但熱火在球季後的連霸之路明顯與賽程改變無關，因為他們在主場苦吞2敗。

### 2014-15年
邁阿密熱火後衛韋德本季打打停停，加上波許因為肺部血凝塊症狀將缺席本季剩餘賽事，37勝45敗成績東區排名第10，溜馬延長賽99比95險勝巫師後，確定無緣晉季後賽。

### 2017-18年
哈斯勒姆重申，他計畫將在今年球季結束後正式引退，結束自己在NBA 、也是在熱火的 16 年生涯，與自己的戰友，「閃電俠」德韋恩·韋德一同卸下戰袍。

### 2022-23年
本球季例行賽最後一場比賽，哈斯勒姆上場25分鐘便砍下24分，並命中生涯最高的3記三分球，助熱火擊敗奧蘭多魔術。哈斯勒姆於球季結束後正式退休。

## 生涯榮譽
03-04赛季最佳新秀阵容第2阵
三届NBA总冠军（2006、2012、2013）

## NBA生涯得分紀錄
| † | 該年所屬隊伍贏得總冠軍 |

### 常规赛
| 賽季     | 球隊       | GP  | GS  | MPG  | FG%  | 3P%  | FT%  | RPG | APG | SPG  | BPG  | PPG  |
| -------- | ---------- | --- | --- | ---- | ---- | ---- | ---- | --- | --- | ---- | ---- | ---- |
| 2003–04  | 邁阿密熱火 | 75  | 24  | 23.9 | .459 | .000 | .765 | 6.3 | 0.7 | 0.44 | 0.32 | 7.3  |
| 2004–05  | 邁阿密熱火 | 80  | 80  | 33.4 | .540 | .000 | .791 | 9.1 | 1.4 | 0.79 | 0.51 | 10.9 |
| 2005–06† | 邁阿密熱火 | 81  | 80  | 30.8 | .508 | .000 | .789 | 7.8 | 1.2 | 0.62 | 0.21 | 9.3  |
| 2006–07  | 邁阿密熱火 | 79  | 79  | 31.4 | .492 | .000 | .680 | 8.3 | 1.2 | 0.62 | 0.33 | 10.7 |
| 2007–08  | 邁阿密熱火 | 49  | 48  | 36.8 | .467 | .000 | .810 | 9.0 | 1.4 | 0.80 | 0.37 | 12.0 |
| 2008–09  | 邁阿密熱火 | 75  | 75  | 34.1 | .518 | .000 | .753 | 8.2 | 1.1 | 0.57 | 0.33 | 10.6 |
| 2009–10  | 邁阿密熱火 | 78  | 0   | 27.9 | .494 | .000 | .762 | 8.1 | 0.7 | 0.38 | 0.29 | 9.9  |
| 2010–11  | 邁阿密熱火 | 13  | 0   | 26.5 | .512 | .000 | .800 | 8.2 | 0.5 | 0.54 | 0.23 | 8.0  |
| 2011–12† | 邁阿密熱火 | 64  | 10  | 24.8 | .423 | .000 | .814 | 7.3 | 0.7 | 0.55 | 0.38 | 6.0  |
| 2012–13† | 邁阿密熱火 | 75  | 59  | 18.9 | .514 | .000 | .711 | 5.4 | 0.5 | 0.40 | 0.20 | 3.9  |
| 2013–14  | 邁阿密熱火 | 46  | 18  | 14.2 | .507 | .000 | .568 | 3.8 | 0.3 | 0.24 | 0.33 | 3.8  |
| 2014–15  | 邁阿密熱火 | 62  | 25  | 16.0 | .448 | .200 | .703 | 4.2 | 0.7 | 0.34 | 0.21 | 4.2  |
| 2015–16  | 邁阿密熱火 | 37  | 0   | 7.0  | .337 | .111 | .750 | 2.0 | .4  | .1   | .1   | 1.6  |
| 2016–17  | 邁阿密熱火 | 16  | 0   | 8.1  | .478 | .000 | .600 | 2.3 | .4  | .4   | .1   | 1.9  |
| 2017–18  | 邁阿密熱火 | 14  | 0   | 5.1  | .200 | .125 | .500 | .7  | .4  | .0   | .1   | .6   |
| 職業生涯 | 職業生涯   | 844 | 498 | 25.4 | .491 | .093 | .755 | 6.8 | .9  | .5   | .3   | 7.7  |

#### 季後賽
| 賽季     | 球隊       | GP  | GS | MPG  | FG%  | 3P%  | FT%  | RPG  | APG | SPG | BPG | PPG |
| -------- | ---------- | --- | -- | ---- | ---- | ---- | ---- | ---- | --- | --- | --- | --- |
| 2004     | 邁阿密熱火 | 13  | 0  | 15.3 | .394 | .000 | .677 | 3.4  | .2  | .4  | .2  | 3.6 |
| 2005     | 邁阿密熱火 | 15  | 15 | 36.2 | .491 | .000 | .739 | 10.0 | 1.0 | .5  | .4  | 9.2 |
| 2006†    | 邁阿密熱火 | 22  | 22 | 29.5 | .493 | .000 | .683 | 7.4  | .8  | .6  | .3  | 8.6 |
| 2007     | 邁阿密熱火 | 4   | 4  | 25.8 | .480 | .000 | .750 | 5.3  | 1.0 | .3  | .5  | 7.5 |
| 2009     | 邁阿密熱火 | 7   | 7  | 29.1 | .543 | .000 | .900 | 8.7  | .4  | .4  | .4  | 8.4 |
| 2010     | 邁阿密熱火 | 5   | 0  | 28.4 | .351 | .000 | .667 | 7.4  | .8  | .2  | .2  | 6.0 |
| 2011     | 邁阿密熱火 | 12  | 0  | 24.2 | .397 | .000 | .900 | 4.5  | .8  | .5  | .3  | 5.3 |
| 2012†    | 邁阿密熱火 | 22  | 11 | 20.5 | .455 | .000 | .743 | 6.4  | .6  | .2  | .3  | 4.8 |
| 2013†    | 邁阿密熱火 | 22  | 19 | 16.2 | .593 | .000 | .571 | 3.6  | .3  | .7  | .2  | 5.0 |
| 2014     | 邁阿密熱火 | 16  | 6  | 10.6 | .459 | .000 | .600 | 2.6  | .3  | .1  | .2  | 2.5 |
| 2016     | 邁阿密熱火 | 9   | 0  | 9.4  | .533 | .000 | .714 | 3.4  | .4  | .0  | .1  | 2.3 |
| 職業生涯 | 職業生涯   | 147 | 84 | 21.7 | .480 | .000 | .713 | 5.6  | .6  | .4  | .3  | 5.7 |

## 个人評價
阿朗佐·莫宁：“当你想到一个可以做所有脏活累活的防守球员时，那就是尤杜尼斯。你恨不得把这种基因植入每一个刚进NBA的年轻球员体内。”韦德也是一样，“当我想起南佛罗里达，他土生土长，这个城市需要他，孩子们需要这样一个人，与他们有相同的成长环境和背景，不仅获得了成功，还不忘记他的根。
埃里克·斯波尔斯特拉：“如果我们想讨论迈阿密热火队的核心价值是什么的时候，我们会给你们一一展示，或者直接给你一张犹多尼斯-哈斯勒姆的照片，他体现了我们想要一名迈阿密热火队球员所想要的一切特点和特质，领导力，坚韧性，耐用性，稳定性和纯粹性。
德怀恩·韦德：“提及南佛罗里达，我就会想到哈斯勒姆。从某种意义上，他是这里的市长。社区需要他这样的人，孩子们需要这样的榜样。

## 个人生活
2001年5月，大三那年，哈斯勒姆与菲斯·瑞恩成为情侣。两人有两个孩子，2012年8月29日，哈斯勒姆正式向瑞恩求婚并成功。2013年8月24日两人结婚。

## 综艺节目
2019年，与德韦恩·韦德一起参与中国篮球综艺节目这就是灌篮2

## 公益慈善
2005年创办哈斯勒姆儿童的基金会，以帮助当地的孩子们，主要目标是青年发展和促进教育，增强孩子们充分发挥其潜力。2004年8月参观了在美国佛罗里达西部海岸的佛罗里达州阿卡迪亚红十字会住房，帮助那些遭受因飓风苦难的人们，他是一个美国红十字会的志愿者